# Joe De Sena
Joe De Sena (Queens, 1969. január 2. –) amerikai extrém sportoló, író, vállalkozó, vezérigazgatója és társalapítója a Death Race, Peak Race és Spartan Race versenyeknek.

## Élete
De Sena Cornell Egyetemen diplomázott. 13 évesen medencetisztító céget alapított, amelynek 750 alkalmazottja volt. Egyetemi tanulmányai után újraindította a céget, majd később 500 000 amerikai dollárért eladta. Ezt követően brókerként dolgozott. Párhuzamosan ezzel mély érdeklődést mutatott a hosszútávfutó-versenyek iránt.
2000-ben, De Sena egy 350 mérföldes téli versenyen Quebecben túlélése érdekében kénytelen volt beásni magát a hóba. Ez a tapasztalat arra késztette őt, hogy Andy Weinberggel közösen megalkosson egy extrém akadályversenyt. Az első, a Death Race („Halál Verseny”) 2007-ben került megrendezésre nyolc résztvevővel, akik közül mindössze három ért célba.
2009-ben alapította De Sena a Spartan Race versenyt, amely ma már évente kerül megrendezésre több mint 1 millió résztvevővel, és ezzel a legnagyobb extrém akadályverseny a világon.

## Művei
- Spartan Up: A Take-No-Prisoners Guide to Overcoming Obstacles and Achieving Peak Performance in Life. (angolul) Boston: Houghton Mifflin Harcourt. 2014.  ISBN 978-0-544-28617-7
- Spartan Fit!: 30 Days. Transform Your Mind. Transform Your Body. Commit to Grit. No Gym Reyuired. (angolul) New York: Houghton Mifflin Harcourt. 2016.  ISBN 978-0-544-43960-3
- Spártára fel! Megalkuvást nem tűrő útmutató az akadályok leküzdéséhez és életed csúcsteljesítményéhez. Közrem. Jeff O'Connell; ford. Beke Ádám. Budapest: Lábnyom Könyvkiadó. 2015.  ISBN 9786158031721
- 30 nap a rajtig. Dönts! Változtasd meg az elméd! Alakítsd át a tested! Állj készen! Ford. Beke Ádám. Budapest: Lábnyom Könyvkiadó. 2017.  ISBN 9786158031783

### Magyarul
- Spártára fel! Megalkuvást nem tűrő útmutató az akadályok leküzdéséhez és életed csúcsteljesítményéhez; közrem. Jeff O'Connell, ford. Beke Ádám; Lábnyom, Bp.–Úrhida, 2015
- 30 nap a rajtig Dönts! Változtasd meg az elméd! Alakítsd át a tested! Állj készen!; közrem. John Durant, ford. Beke Ádám; Lábnyom, Bp.–Úrhida, 2017
- A spártai út lj harcosként! Találd meg a belső irányt!; közrem. Jeff Csatari, ford. Beke Ádám; Lábnyom, Bp.–Úrhida, 2018

## Fordítás
- Ez a szócikk részben vagy egészben  a   Joe De Sena című német Wikipédia-szócikk ezen változatának fordításán alapul.  Az eredeti cikk szerkesztőit annak laptörténete sorolja fel. Ez a jelzés csupán a megfogalmazás eredetét és a szerzői jogokat jelzi, nem szolgál a cikkben szereplő információk forrásmegjelöléseként.